# Konrád Wiesner
Konrád Wiesner, též (28. prosince 1821 Vrchlabí – 17. září 1847 Řím) byl český rytec a kreslíř, předčasně zemřelý.

## Život
Narodil se v rodině vrchlabského iluminátora (Bilderilluminierer) Franze Wiesnera a jeho manželky Barbary, rozené Slingnerové. Bratr Karel Wiesner byl též grafik.
Jako patnáctiletý, v roce 1835, v době, kdy byl provizorním ředitelem pražské Akademie Václav Mánes, byl přijat prozatímně na tuto školu; do ryteckého ateliéru Jiřího Döblera vstoupil v roce 1838. V roce 1847 odešel do Říma, kde měl vytvořit rytinu podle Kandlerovy kopie Michelangelova Posledního soudu. V Římě zemřel.

## Dílo
Mezi významnější díla Konráda Wiesnera patří rytiny ilustrací publikace České písně národní, která vyšla roku 1845. Její vznik inicioval Christian Ruben a ilustrace vytvořilo osm jeho žáků – Josef Mánes, Karel Svoboda, Adolf Weidlich, Bedřich Havránek, A. Knoechel, R. Müller, Antonín Lhota, G. Macek.
Do rytin též převedl ilustrace Bible, které podle Raffaela vytvořil Vilém Kandler a díla dalších současníků.

## Galerie

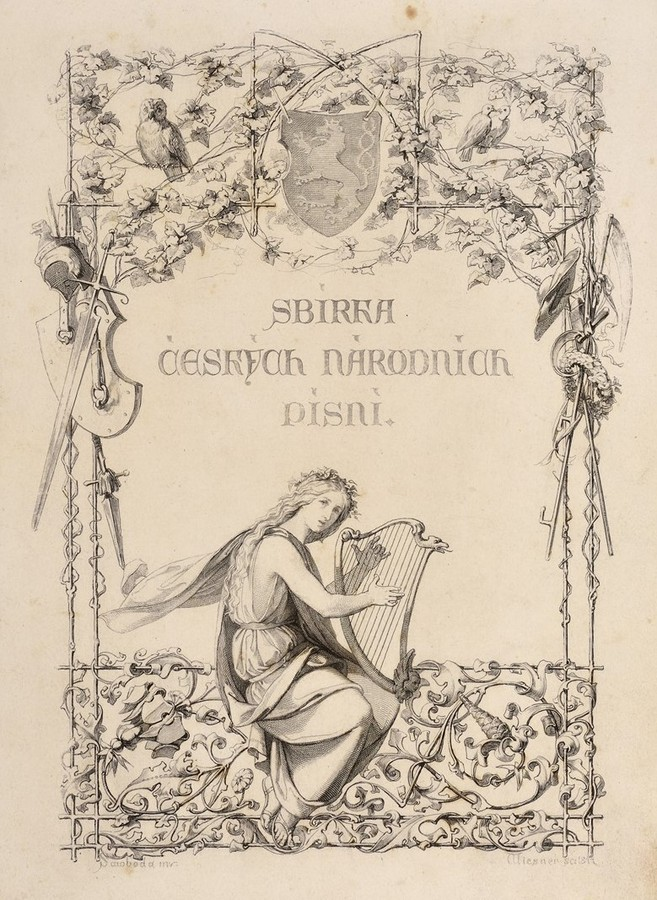
Karel Svoboda: Sbírka českých národních písní (titulní strana), 1845, rytina Konrád Wiesner)
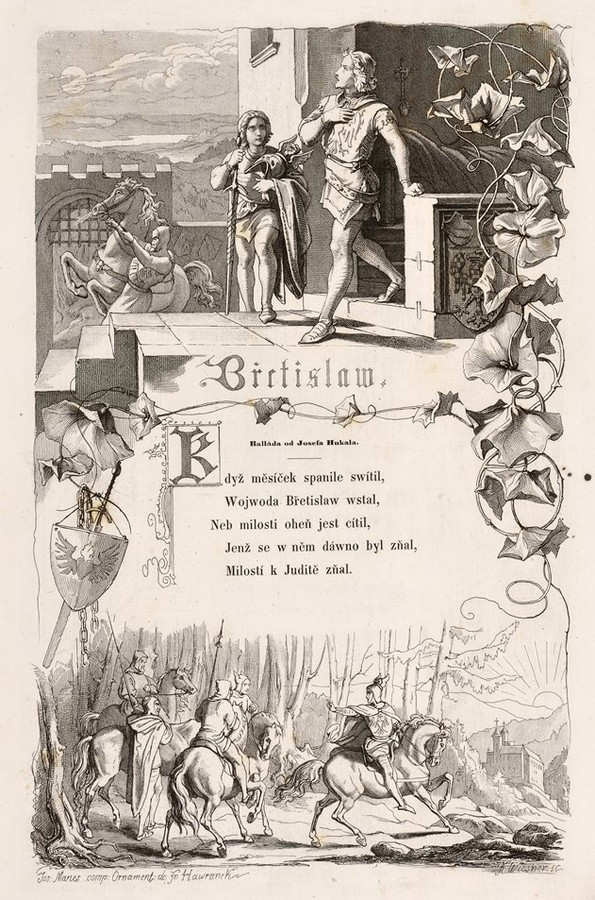
Josef Mánes: Břetislav (Sbírka českých národních písní, 1845, rytina Konrád Wiesner)
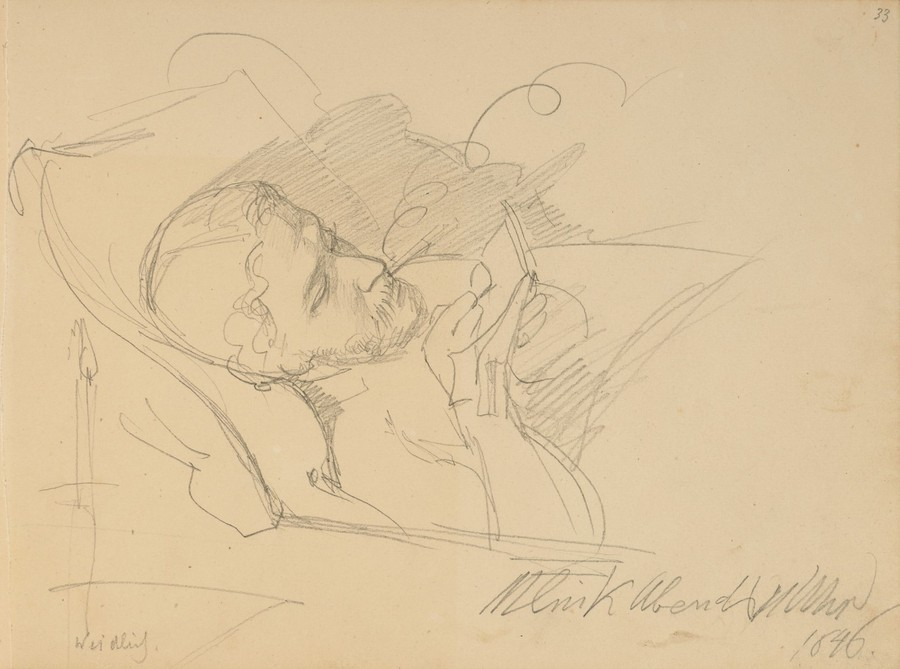
Konrád Wiesner: Portrét Adolfa Weidlicha (1846)
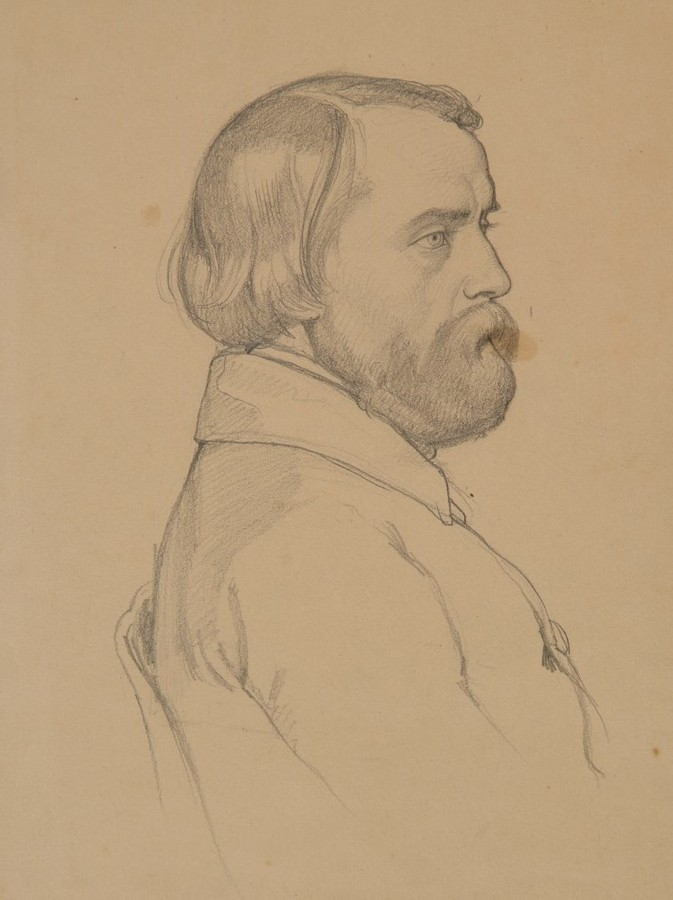
Konrád Wiesner: Portrét Christiana Rubena
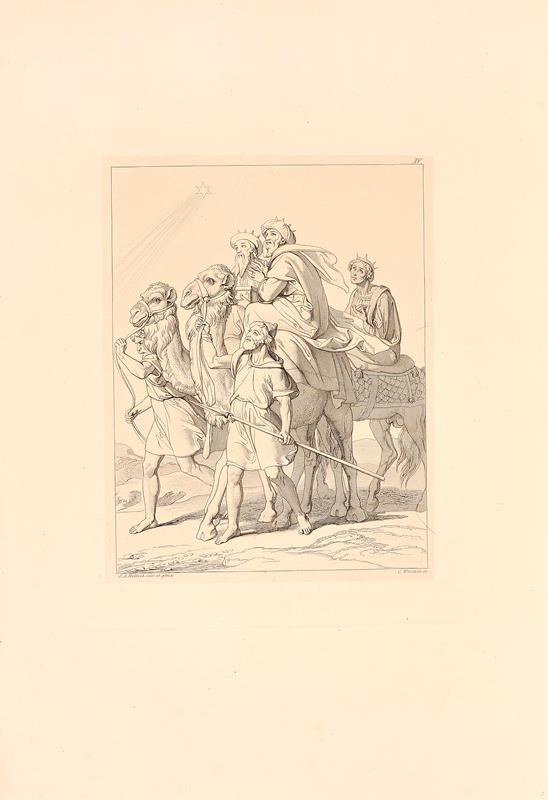
Josef Vojtěch Hellich: Tři králové (1846-1847, rytina Konrád Wiesner)
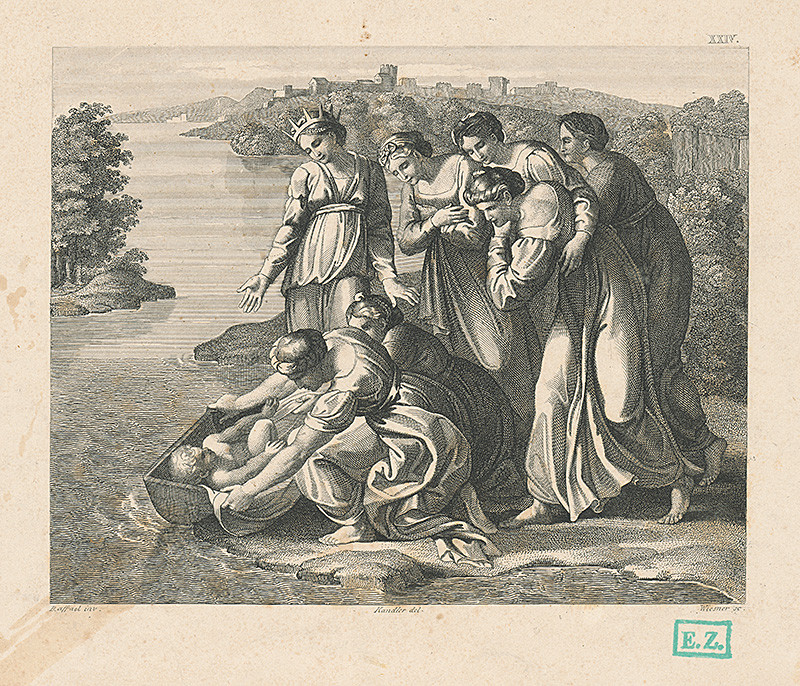
Vilém Kandler: Nalezení Mojžíše (ilustrace Bible dle Raffaela, rytina Konrád Wiesner, asi 1830

## Posmrtná připomínka
- Dnešní ulice 5. května v rodném Vrchlabí nesla od let 1905–1906 do roku 1945 malířovo jméno (Konrad Wiesner Strasse).[8]